# Heather Wahlquist
Heather Wahlquist (Oklahoma City, 23 de mayo de 1977) es una actriz de cine y de televisión estadounidense. Está casada con el director/escritor Nick Cassavetes y ha aparecido en varias de sus películas.

## Filmografía
- Simon Says (1998)
- Good Advice (2001)
- John Q (2002)
- The Incredible Mrs. Ritchie (2003)
- The Notebook (2004)
- Alpha Dog (2006)
- Lonely Street (2009)
- My Sister's Keeper (2009)